# André Cruz
André Cruz, teljes nevén: André Alves da Cruz (Piracicaba, 1968. szeptember 20. –), brazil válogatott labdarúgó.
A brazil válogatott tagjaként részt vett az 1988. évi nyári olimpiai játékokon, az 1989-es és az 1995-ös Copa Américán, illetve az 1998-as világbajnokságon.

## Sikerei, díjai
Flamengo
- Brazil kupagyőztes (1): 1990

Standard Liège
- Belga bajnok (1): 1992–93

Sporting CP
- Portugál bajnok (2): 1999–2000, 2001–02
- Portugál kupa (1): 2001–02
- Portugál szuperkupa (1): 2002

Internacional
- Gaúcho bajnok (1): 2003

Brazília
- Olimpiai ezüstérmes (1): 1988
- Copa América győztes (1): 1989
- Világbajnoki döntős (1): 1998